# Monte Santa Maria Tiberina
Monte Santa Maria Tiberina – miejscowość i gmina we Włoszech, w regionie Umbria, w prowincji Perugia.
Według danych na rok 2004 gminę zamieszkuje 1217 osób, 16,9 os./km².